# Ommatoptera boraceana
Ommatoptera boraceana är en insektsart som beskrevs av Piza Jr. 1979. Ommatoptera boraceana ingår i släktet Ommatoptera och familjen vårtbitare. Inga underarter finns listade i Catalogue of Life.